# Неміри (Островський повіт)
Неміри (пол. Niemiry) — село в Польщі, у гміні Заремби-Косьцельні Островського повіту Мазовецького воєводства.
Населення — 112 осіб (2011).
У 1975-1998 роках село належало до Ломжинського воєводства.

## Демографія
Демографічна структура станом на 31 березня 2011 року:
|          | Загалом | Допрацездатний вік | Працездатний вік | Постпрацездатний вік |
| -------- | ------- | ------------------ | ---------------- | -------------------- |
| Чоловіки | 58      | 20                 | 31               | 7                    |
| Жінки    | 54      | 14                 | 27               | 13                   |
| Разом    | 112     | 34                 | 58               | 20                   |